# Chleb i sól
Chleb i sól (internationaler Titel: Bread and Salt, dt.: „Brot und Salz“) ist ein polnischer Spielfilm von Damian Kocur aus dem Jahr 2022. Das Drama basiert auf wahren Begebenheiten und handelt von einem schwulen Musikstudenten, der nach Hause in die polnische Provinz zurückkehrt. Dort wird er Zeuge, wie sich eine Spirale aus Rassismus und Intoleranz zwischen arabischen Gaststättenbetreibern und seinen Freunden entwickelt, mit tragischem Ausgang. Die Hauptrolle übernahm der Laiendarsteller Tymoteusz Bies.
Das Werk wurde am 9. September 2022 im Rahmen der Internationalen Filmfestspiele von Venedig uraufgeführt.

## Handlung
Tymoteusz, genannt Tymek, ist Pianist und Student der Musikakademie in Warschau. Für die Sommerferien kehrt er in seine Heimatstadt in die polnische Provinz zurück, zu seiner Mutter und jüngerem Bruder. Tymek hat ein Auslandsstipendium erhalten und möchte nach diesem Sommer in Westeuropa studieren. Tymeks Freunde und auch sein Bruder Jacek haben die Provinzstadt nie verlassen. Auch Jacek ist Pianist, ist aber auf keine Musikhochschule gewechselt. Zentraler Treffpunkt der Jugendlichen im Ort ist ein neu eröffneter Dönerimbiss. Bis auf wenige Ausnahmen gibt es keine Konflikte mit den ausländischen Betreibern. Mit der Zeit wird Tymek aber Zeuge, wie sich eine Spirale aus Rassismus und Intoleranz zwischen den arabischen Gaststättenbetreibern und seinen Freunden entwickelt. Angst und ein Gefühl der Bedrohung beginnen unter den Gaststättenbetreibern zu verbreiten, was in eine Tragödie mündet. Tymek hat ebenso Angst vor Intoleranz. Er ist schwul, hält sich aber mit seiner Sexualität zurück. Dabei verliebt er sich in die falsche Person.

## Entstehungsgeschichte
Chleb i sól ist das Spielfilmdebüt des preisgekrönten polnischen Kurzfilmregisseurs Damian Kocur. Für sein Drehbuch ließ er sich von wahren Begebenheiten inspirieren. Sein Film stelle Fragen darüber, woher die negativen Emotionen kämen, die eine Spirale der Gewalt in Gang setzen und ein Menschenleben fordern können. Die Dreharbeiten fanden vom Juli bis August 2021 in der Kreisstadt Strzelce Opolskie in der südwestlich gelegenen Woiwodschaft Opole statt. Die Gemeindebehörde unterstützte Kocur bei den Formalitäten des Drehs sowie bei der Suche nach geeigneten Drehorten und Komparsen. Es wurden durchweg Laiendarsteller für das Schauspielensemble engagiert, darunter das Brüderpaar Tymoteusz und Jacek Bies, die auch als Brüder im Film zu sehen sind. Auch soll der unter dem Künstlernamen TPS bekannte Rapper Wojciech Walkiewicz einen Cameo-Auftritt absolvieren. Für die Kameraarbeit wurde Tomasz Woźniczka verpflichtet.
Ein Teaser wurde Ende Juli 2022 veröffentlicht.

## Veröffentlichung
Die Premiere von Chleb i sól erfolgte am 9. September 2022 beim Filmfestival von Venedig, wo Kocurs Regiearbeit in der Nebensektion Orizzonti eingeladen wurde.

## Auszeichnungen
Neben einer Nominierung für den Hauptpreis der Sektion Orizzonti gelangte Chleb i sól in Venedig auch in die Auswahl für die Vergabe des Queer Lions.
Noch in der Produktionsphase wurde Kocurs Regiearbeit beim vom Polnischen Filminstitut veranstalteten New Horizons International Film Festival in Warschau (auch als Polish Days bekannt) mit dem Preis  No Problemo Music ausgezeichnet.